# Sphaeramene microtylotos
Sphaeramene microtylotos is een pissebed uit de familie Sphaeromatidae. De wetenschappelijke naam van de soort is voor het eerst geldig gepubliceerd in 1955 door Keppel Harcourt Barnard.